# وسیولد نستایکو
وسیولد نستایکو (اوکراینی: Всеволод Зіновійович Нестайко؛ ۳۰ ژانویهٔ ۱۹۳۰ – ۱۶ اوت ۲۰۱۴) نویسنده کودکان، و نمایشنامه‌نویس اهل اتحاد جماهیر شوروی سوسیالیستی بود.
او در اوکراین شناخته شده‌ترین و دوست داشتنی‌ترین نویسنده ادبیات کودک اوکراینی محسوب می‌شود.